# Banda Eva Ao Vivo
Banda Eva Ao Vivo је пети албум групе Банда Ева. Албум је концертни и најбоље приказује концертну атмосферу на концертима групе. Издат је 1997. године и био је продан у преко милион примјерака. До тада, највећи успјех групе.

## Песме
1.   Manda ver      (Gilson Babilônia - Alain Tavares) 
2.   Levada louca     (Lula Carvalho - Gilson Babilônia - Alain Tavares) 
3.   Beleza rara      (Ed Grandão) 
4.   Alô paixão      (Jorge Xaréu) 
5.   Vem, meu amor      (Guio - Silvio) 
6.   Leva eu      (Cly Loylie - Durval Lélis) 
7.   Coleção      (Paulo Zdanowski - Cassiano) 
8.   Arerê      (Gilson Babilônia - Alain Tavares) 
9.   Me abraça      (Jorge Xaréu - Roberto Moura) 
10.  Tão seu (Versão Estúdio)      (Chico Amaral - Samuel Rosa) 
11.   Pegue aí     (Lú - Cay - Jucka Maneiro) 
12.   Miragem      (Davi Salles) 
13.   Eva      (U.Tozzi - G.Bigazzi) 
14.   Flores [Sonho épico]   (Gutenberg - Carlinhos Maracanã - Tica Mahatma - Roberto Moura) 